# Allognosta obscuriventris
Allognosta obscuriventris är en tvåvingeart som först beskrevs av Friedrich Hermann Loew 1863.  Allognosta obscuriventris ingår i släktet Allognosta och familjen vapenflugor. Inga underarter finns listade i Catalogue of Life.